# 老挝政府总理
18世纪初叶，澜沧王国解体，分裂成为琅勃拉邦、万象、川圹、占巴塞4个王国。18世纪末叶至19世纪中叶，这些王国逐步为暹罗所统治，一直持续到1893年成为法国的保护国。

## 列表
| 老挝王国（1945年—1975年）        |                                         |  |                |                                                                            |                                |
| 1                                | 佩差拉亲王 (1890－1959)                 |  | 1945年9月15日  | 1945年10月20日                                                             | 无党籍                         |
| 2                                | 披耶·坎冒 (1911－1984) 临时政府主席     |  | 1945年10月20日 | 1946年4月23日                                                              | 寮国自由民族统一战线(“伊沙拉”) |
| 3                                | 金达冯亲王 (1900－1951)                 |  | 1946年4月23日  | 1947年3月15日                                                              | 无党籍                         |
| 4                                | 梭发那腊亲王 (1893－1960)               |  | 1947年3月15日  | 1948年4月25日                                                              | 无党籍                         |
| 5                                | 文翁亲王 (1912－1980)                   |  | 1948年4月25日  | 1950年2月24日                                                              | 无党籍                         |
| 6                                | 培·萨纳尼空 (1903－1983)                |  | 1950年2月24日  | 1951年10月15日                                                             | 老挝中立主义者阵线             |
| 7                                | 西萨旺·瓦达纳 (1907－1978)              |  | 1951年10月15日 | 1951年11月21日                                                             | 无党籍                         |
| 8                                | 梭发那·富马亲王 (1901－1984)            |  | 1951年11月21日 | 1954年10月25日                                                             | 民族进步党                     |
| 9                                | 卡代·萨索里特亲王 (1904－1959)          |  | 1954年10月25日 | 1956年3月21日                                                              | 民族进步党                     |
| (8)                              | 梭发那·富马亲王 (1901－1984)            |  | 1956年3月21日  | 1958年8月17日                                                              | 民族进步党                     |
| (6)                              | 培·萨纳尼空 (1903－1983)                |  | 1958年8月17日  | 1959年12月31日                                                             | 老挝中立主义者阵线             |
| 10                               | 顺吞·巴塔马冯 (1911－1985) 陆军总参谋长 |  | 1959年12月31日 | 1960年1月7日                                                               | 保卫国家利益委员会             |
| 11                               | 柯乌·阿布海 (1892－1964)                |  | 1960年1月7日   | 1960年6月3日                                                               | 无党籍                         |
| 12                               | 昭·宋萨宁亲王 (1913－1975)              |  | 1960年6月3日   | 1960年8月15日                                                              | 保卫国家利益委员会             |
| (8)                              | 梭发那·富马亲王 (1901－1984)            |  | 1960年8月30日  | 1962年6月23日 （1960年12月13日被国王解职，但仍获社会主义阵营国家等的承认） | 老挝中立主义者阵线             |
| －                               | 贵宁·奔舍那 (1915－1963)                |  | 1960年12月11日 | 1960年12月13日                                                             | 和平与中立党                   |
| (5)                              | 文翁亲王 (1912－1980)                   |  | 1960年12月13日 | 1962年6月23日                                                              | 无党籍                         |
| (8)                              | 梭发那·富马亲王 (1901－1984)            |  | 1962年6月23日  | 1975年12月2日                                                              | 老挝中立主义者阵线             |
| 老挝人民民主共和国（1975年至今） |                                         |  |                |                                                                            |                                |
| 13                               | 凯山·丰威汉 (1920－1992) 部长会议主席   |  | 1975年12月8日  | 1991年8月15日                                                              | 老挝人民革命党                 |
| 14                               | 坎代·西潘敦 (1924－2025)                |  | 1991年8月15日  | 1998年2月24日                                                              | 老挝人民革命党                 |
| 15                               | 西沙瓦·乔本潘 (1928－2020)              |  | 1998年2月24日  | 2001年3月27日                                                              | 老挝人民革命党                 |
| 16                               | 本扬·沃拉吉 (1937－)                    |  | 2001年3月27日  | 2006年6月8日                                                               | 老挝人民革命党                 |
| 17                               | 波松·布帕萬 (1954－)                    |  | 2006年6月8日   | 2010年12月23日                                                             | 老挝人民革命党                 |
| 18                               | 通邢·塔马冯 (1944－)                    |  | 2010年12月23日 | 2016年4月20日                                                              | 老挝人民革命党                 |
| 19                               | 通伦·西苏里 (1945－)                    |  | 2016年4月20日  | 2021年3月22日                                                              | 老挝人民革命党                 |
| 20                               | 潘坎·维帕万 (1951－)                    |  | 2021年3月22日  | 2022年12月30日                                                             | 老挝人民革命党                 |
| 21                               | 宋赛·西潘敦 (1966－)                    |  | 2022年12月30日 | 現任                                                                       | 老挝人民革命党                 |

## 在世前任总理
截至2025年4月，在世的前任老挝总理有5位，他们是（根据任期先后排列）：
| 姓名        | 任期                          | 出生日期与年龄 |
| ----------- | ----------------------------- | -------------- |
| 本扬·沃拉吉 | 2002年4月9日－2006年6月8日    | 1937年8月15日  |
| 波松·布帕萬 | 2006年6月8日－2010年12月23日  | 1954年6月3日   |
| 通邢·塔马冯 | 2010年12月23日－2016年4月20日 | 1944年4月12日  |
| 通伦·西苏里 | 2016年4月20日－2021年3月22日  | 1945年11月10日 |
| 潘坎·维帕万 | 2021年3月22日－2022年12月30日 | 1951年4月14日  |

最近去世的一位前任老挝总理是坎代·西潘敦（任期：1991年－1998年），他于2025年4月2日去世，享年101岁。